# Erythrodiplax hyalina
Erythrodiplax hyalina – gatunek ważki z rodziny ważkowatych (Libellulidae). Występuje na terenie Ameryki Południowej.